# Alosa braschnikowi
Alosa braschnikowi är en fiskart som först beskrevs av Borodin, 1904.  Alosa braschnikowi ingår i släktet Alosa och familjen sillfiskar. Inga underarter finns listade i Catalogue of Life.